# Церковь Успения Пресвятой Богородицы с Пароменья
Церковь Успения Пресвятой Богородицы с Пароменья (Пароменская, то есть у парома) — православный храм в Пскове. Памятник истории и культуры федерального значения XVI—XIX веков. Находится на Завеличье у Ольгинского моста.

## Описание
Приделы: южные — во имя Рождества Богородицы, во имя преп. Нила Столобенского (расположен восточнее и выше Рождественского); северный — во имя Собора Божией Матери.

### Размеры
Четверик храма: ширина 16 м, длина 20 м, высота 15 м, с главою и барабаном около 40 м.
Четверик звонницы — 15×12 м, высота около 15 м.

## История
- 1444 год — Первое упоминание храма в летописи.
- 1521 год — Перестроен в нынешнем виде.
- 1938 год — 2 сентября арестован последний настоятель храма священник Константин Хмелёв. Вскоре храм был закрыт[источник не указан 168 дней].
- 1960 год — Постановлением Совета Министров РСФСР № 1327 от 30 августа храм взят под охрану государства как памятник республиканского значения.

## Возрождение

#### Реставрации
- 1948—1951 годы (по проекту архитектора Штольцера Э. П.)
- 1998—1999 годы

#### Церковная жизнь
- В 1994 году здание возвращено Русской православной церкви.
- С 1997 года приписной храм псковского Управления Внутренних дел.
- 24 апреля 2007 года митрополитом Псковским и Великолукским Евсевием освящён новый иконостас.
- 25 августа 2008 года подняты на звонницу новые колокола.
- 7 ноября 2008 года торжество освящения колоколов (в нём участвовал С. В. Ямщиков).

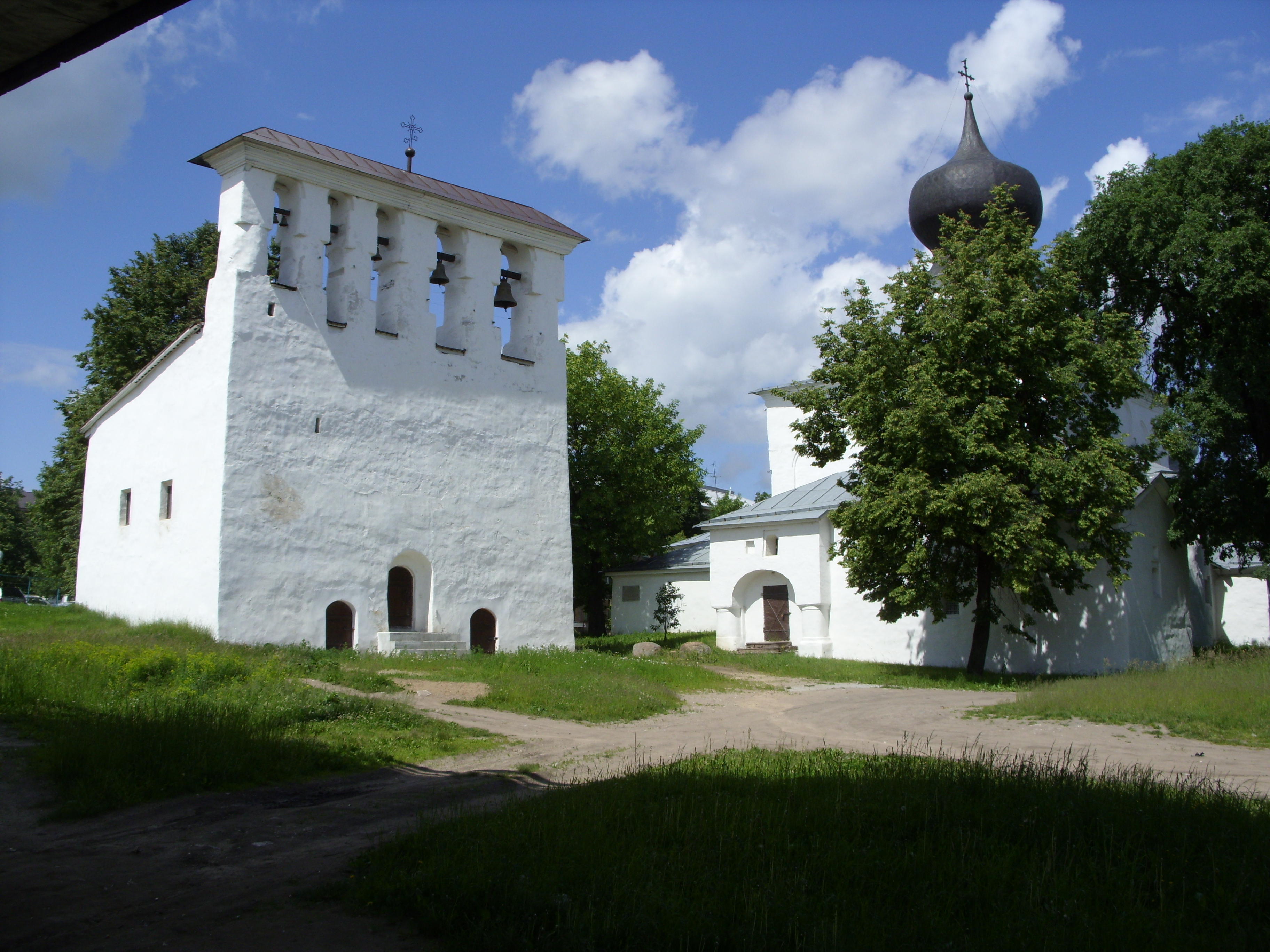
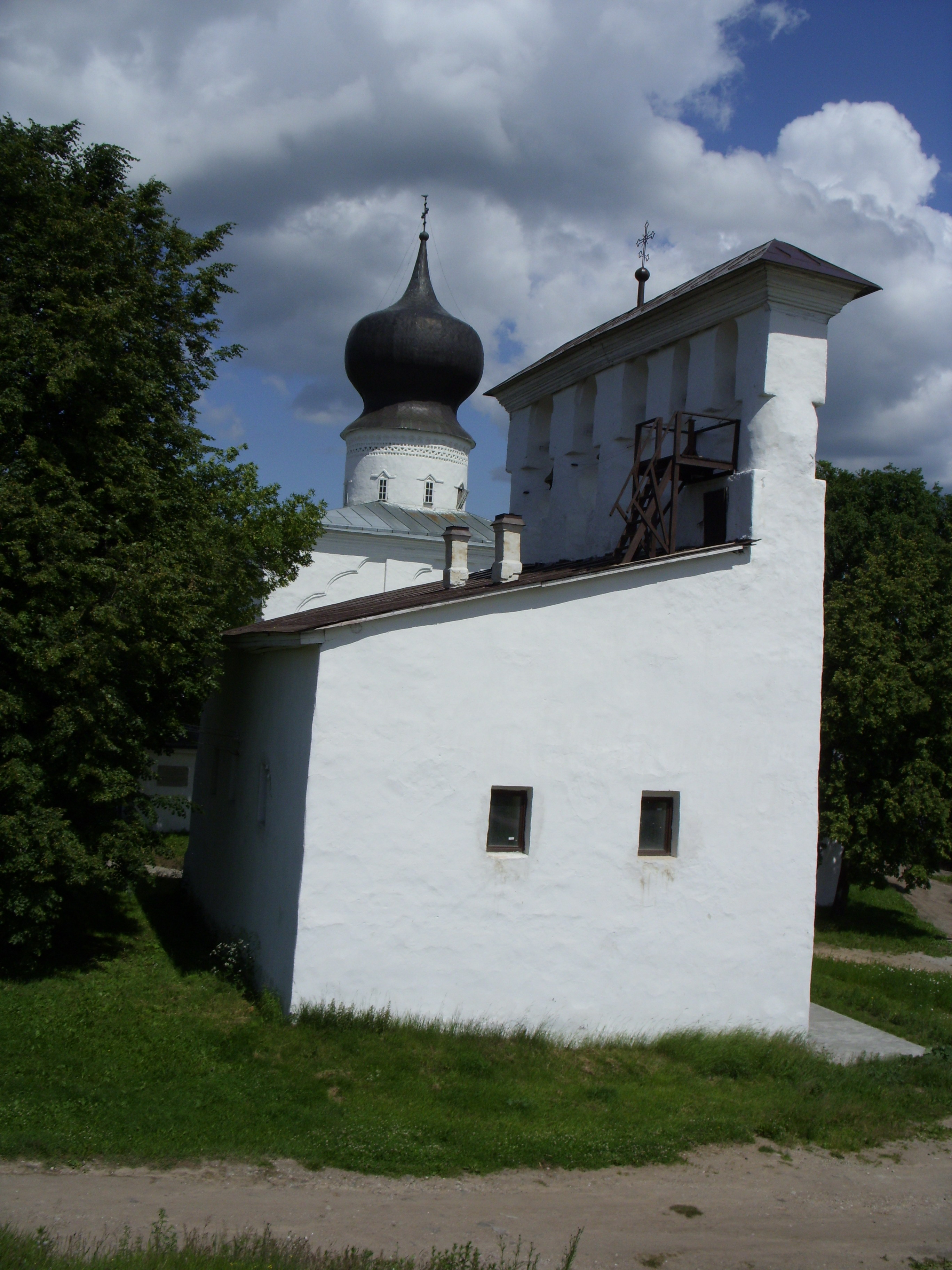
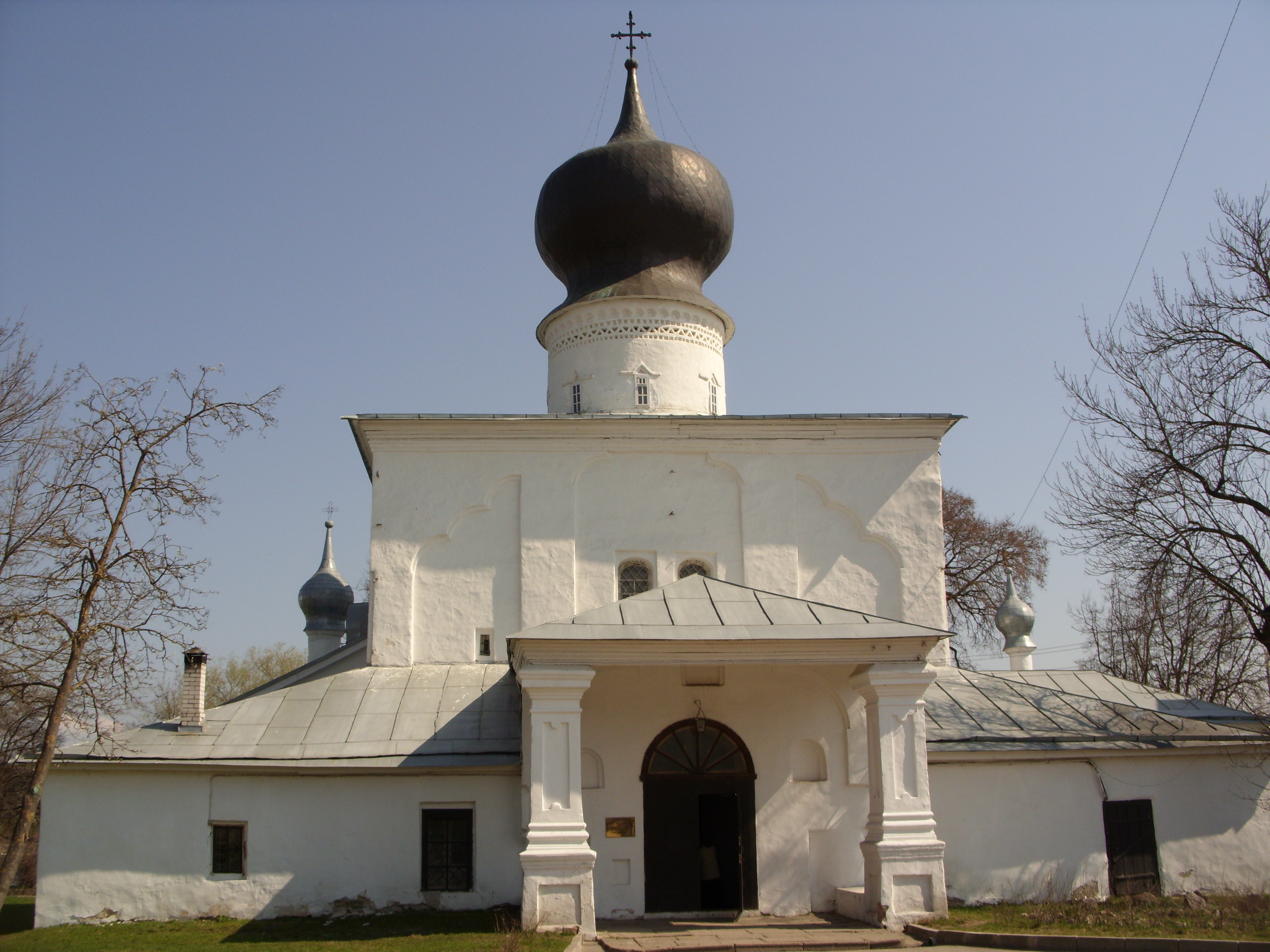
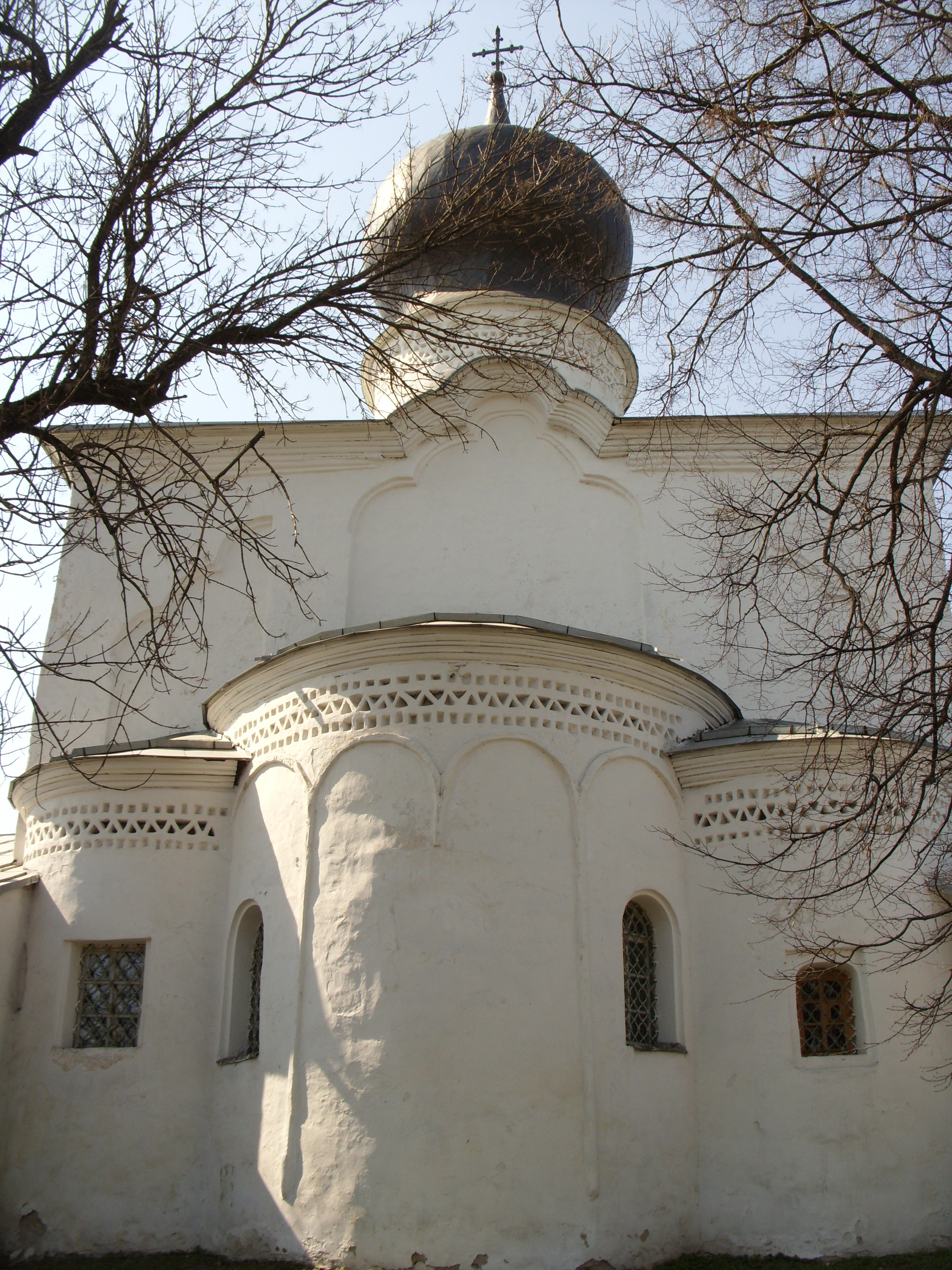